# Alfabeto cham

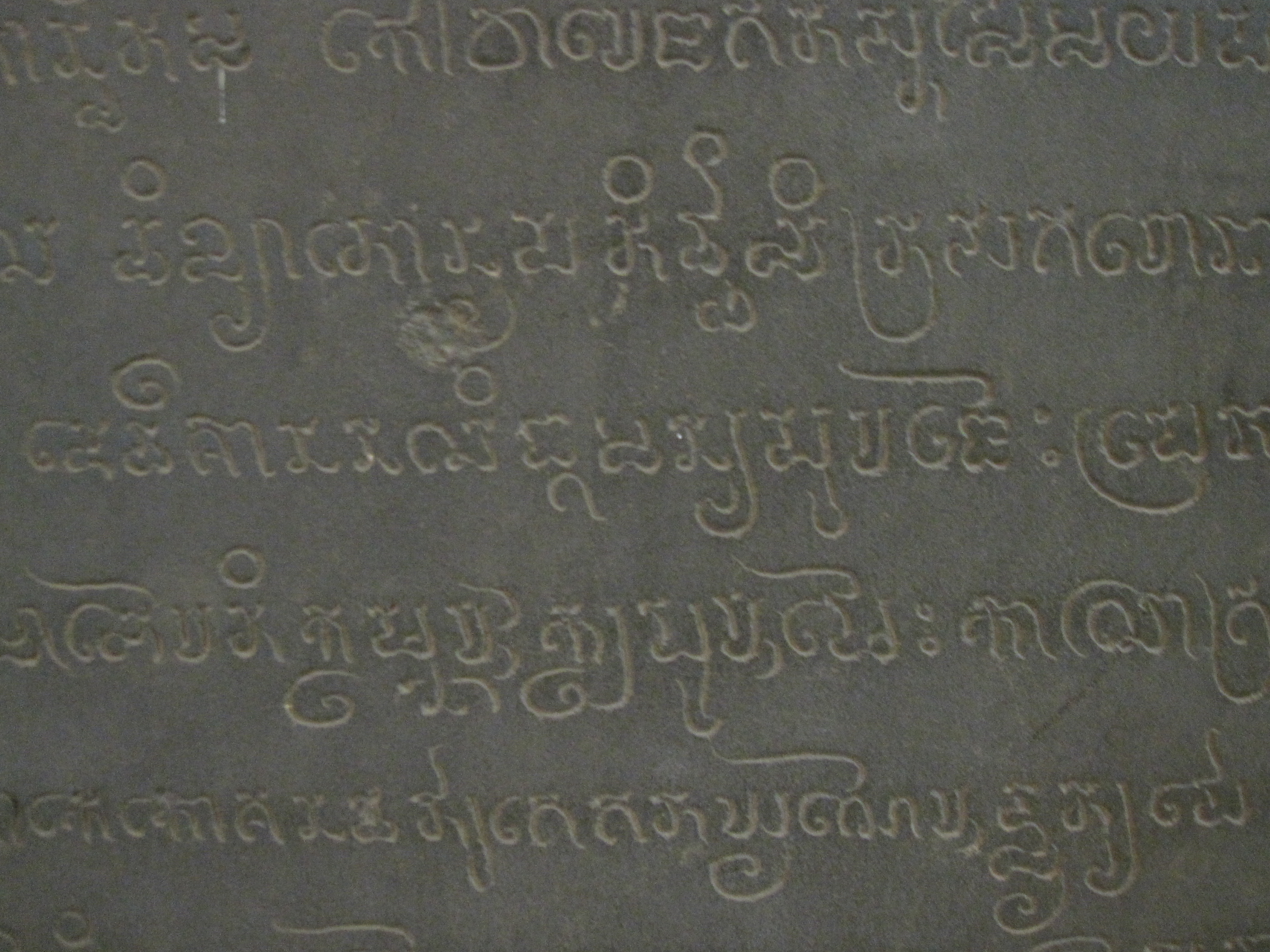
Primer plano de la inscripción de la estela de Po Nagar, 965, que describe las hazañas de los reyes Champa.

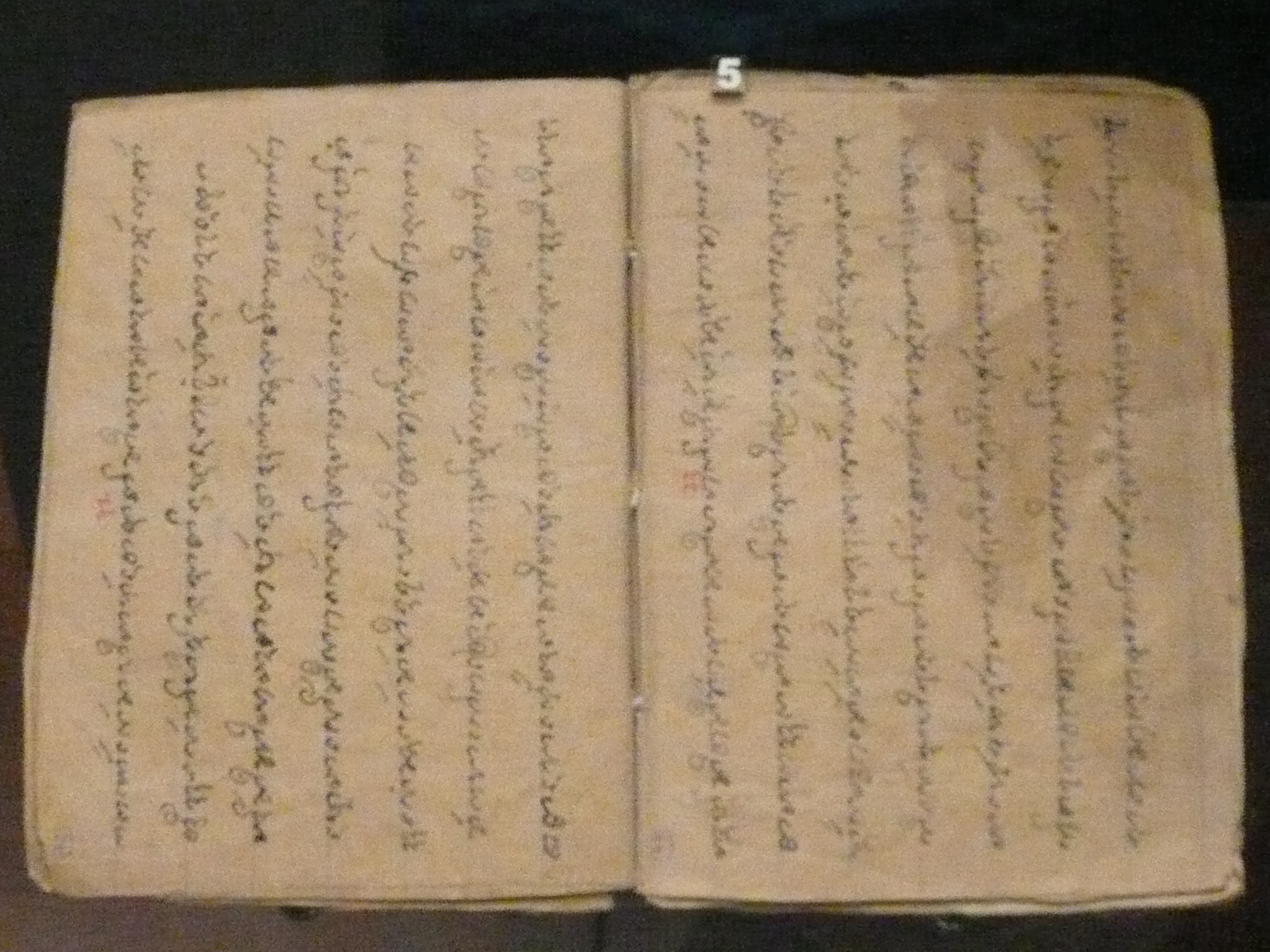
Un manuscrito de Champa que relata la cultura social de la comunidad cham de principios del.

El alfabeto cham es un  alfabeto brahmico utilizado para escribir el idioma cham, un idioma austronesio hablado por aproximadametne 245.000 chams en Vietnam y Camboya. Se escribe horizontalmente de izquierda a derecha.

## Historia
La escritura cham  desciende de la escritura brahmi de la India. El cham fue uno de los primeros alfabetos en desarrollarse a partir del  alfabeto grantha, alrededor del año 200 d. C. Llegó al sudeste asiático como parte de la expansión del hinduismo y el budismo. Los templos de piedra hindúes de la civilización Champa contienen inscripciones en idioma sánscrito y cham. Las primeras inscripciones en Vietnam se encuentran en Mỹ Sơn, un complejo de templos que data de alrededor del 400 d. C. La inscripción más antigua está escrita en un sánscrito ligeramente defectuoso. Después, las inscripciones alteron entre el sánscrito y el idioma cham de la época.
Los reyes cham estudiaban textos indios clásicos como el Dharmaśāstra y por ello las inscripciones hacen referencia a la literatura sánscrita. Eventualmente, mientras que el idiomas cham y el sánscrito local se influenciaban entre sí, la cultura cham acabó asimilando el hinduismo y los chams finalmente pudieron expresar adecuadamente la religión hindú en su propio idioma. En el siglo VIII, los textos en cham ya habían superado en número al sánscrito y la lengua cham estaba en pleno uso. La mayoría de los manuscritos conservados se centran en rituales religiosos, batallas épicas y poemas y mitos. 
Las lenguas chámicas modernas tienen las características regionales del sudeste asiático de monosillabicidad, tonalidad y consonantes glotalizadas. Sin embargo, en el momento original en el que llegaron al continente surasiático eran forma disilábica y no tonal. Fue necesario modificar el alfabeto para cumplir con estos cambios.

## Variedad
Los chams actualmente viven divididos en dos grupos: cham occidental de Camboya y  cham oriental (Phan Rang cham) de Vietnam. Durante el primer milenio d. C., las lenguas chámicas eran una cadena de dialectos a lo largo de la costa sur de Vietnam. La ruptura de esta cadena en distintos idiomas se produjo una vez que los vietnamitas empujaron hacia el sur, lo que provocó que la mayoría de los cham volvieran a las tierras altas, mientras que algunos como Phan Rang Cham se convirtieron en parte de la sociedad de las tierras bajas gobernada por los vietnamitas. La división entre chmoas occidentales y chams Phan Rang se provocó inmediatamente al derrocamiento vietnamita del último estado cham.  Los chams occidentales son mayoritariamente musulmanes y por lo tanto prefieren el alfabeto árabe. Los cham orientales son en su mayoría hindúes y continuaron usando la escritura índica que trata este artículo. Durante la época colonial francesa, ambos grupos usaron el alfabeto latino.
Hay dos variedades de  escritura cham: Akhar Thrah (Cham oriental) y Akhar Srak (Cham occidental). Los dos son lo suficientemente distintos como para codificarse en bloques separados. Existe una romanización ALA-LC de ambas variedades, basada en la romanización EFEO de Cham.

## Uso
El alfabeto es muy valorado dentro de la cultura cham, pero esto no significa que mucha gente lo conozca. Se han realizado esfuerzos para simplificar la ortografía y promover el aprendizaje del alfabeto, con éxito limitado. Tradicionalmente, los niños aprendían este alfabeto alrededor de los doce años, cuando eran lo suficientemente mayores y fuertes para cuidar al búfalo de agua. Sin embargo, las mujeres y las niñas no solían aprender a leer. La escritura tradicional cham todavía es conocida y utilizada por los cham del Este de Vietnam, pero no por los islamizados cham del Oeste.

## Estructura
Al igual que otros alfasilabarios, las consonantes del cham tienen vocal inherente. Los diacríticos de vocales dependientes se utilizan para modificar la vocal inherente. Como el cham no tiene virāma, se deben usar caracteres especiales para consonantes puras. Esta práctica es similar a las consonantes chillu de la escritura malabar.

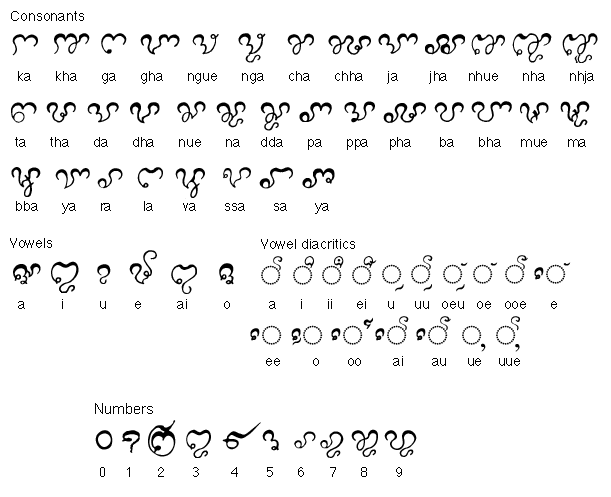
El alfabeto cham oriental. Las consonantes nasales se muestran sin marcar y con el diacrítico kai. Los diacríticos de las vocales se muestran junto a un círculo, que indica su posición en relación con cualquiera de las consonantes.

La mayoría de las letras consonantes, como [b], [t] o [p], incluyen una vocal inherente [a] que no necesita ser escrita. Las oclusivas nasales, [m], [n], [ɲ] y [ŋ] (las dos últimas transliteradas como ny y ng en alfabeto latino) son excepciones y tienen una vocal inherente [ɨ] (transliterada â). Un diacrítico llamado kai, que no ocurre con las otras consonantes, se subscribe a una consonante nasal para representar la vocal [a].
Las palabras cham contienen, sobre todo, sílabas vocálicas y consonante-vocal (V y CV), y además también pueden ser CVC. Hay algunos caracteres para consonantes finales en la escritura cham; otras consonantes simplemente extienden una cola más larga en el lado derecho para indicar la ausencia de una vocal final.

### Consonantes
| ka  | kha | ga  | gha | ngâ | nga | ca | cha | ja | jha | nyâ | nya |
| --- | --- | --- | --- | --- | --- | -- | --- | -- | --- | --- | --- |
| ꨆ   | ꨇ   | ꨈ   | ꨉ   | ꨊ   | ꨋ   | ꨌ  | ꨍ   | ꨎ  | ꨏ   | ꨐ   | ꨑ   |
| nja | ta  | tha | da  | dha | nâ  | na | nda | pa | ppa | pha | ba  |
| ꨒ   | ꨓ   | ꨔ   | ꨕ   | ꨖ   | ꨗ   | ꨘ  | ꨙ   | ꨚ  | ꨛ   | ꨜ   | ꨝ   |
| bha | mâ  | ma  | mba | ya  | ra  | la | wa  | ṣa | sa  | ha  |     |
| ꨞ   | ꨟ   | ꨠ   | ꨡ   | ꨢ   | ꨣ   | ꨤ  | ꨥ   | ꨦ  | ꨧ   | ꨨ   |     |

### Consonantes mediales
|             | -ya   | -ra   | -la   | -wa   |
| ----------- | ----- | ----- | ----- | ----- |
| diacríticos | ◌ꨳ     | ◌ꨴ     | ◌ꨵ     | ◌ꨶ     |
| ejemplos    | ꨆꨳ kya | ꨆꨴ kra | ꨆꨵ kla | ꨆꨶ kwa |

### Consonantes finales
El alfabeto cham no emplea un virama para suprimir vocales. Las consonantes finales se indican de una de estas tres formas: una letra consonante final explícita, una marca diacrítica combinada o mediante ꨥ.
| -k | -g | -ng | -c | -t | -n | -p | -y | -r | -l | -ṣ |
| -- | -- | --- | -- | -- | -- | -- | -- | -- | -- | -- |
| ꩀ  | ꩁ  | ꩂ   | ꩄ  | ꩅ  | ꩆ  | ꩇ  | ꩈ  | ꩉ  | ꩊ  | ꩋ  |

|                      | -ng | -m | -h |
| -------------------- | --- | -- | -- |
| diacríticos          | ◌ꩃ   | ◌ꩌ  | ◌ꩍ  |
| combinado con ꨌ (ca) | ꨌꩃ   | ꨌꩌ  | ꨌꩍ  |

### Vocales independientes
Seis de las vocales iniciales están representadas con letras únicas:
| a | i | u | e | ai | o |
| - | - | - | - | -- | - |
| ꨀ | ꨁ | ꨂ | ꨃ | ꨄ  | ꨅ |

### Vocales dependientes
Otras vocales iniciales se representan agregando un diacrítico a la letra ꨀ (a). Los mismos diacríticos se utilizan con consonantes para cambiar su vocal inherente:
|                      | -ā | -i | -ī | -ei | -u  | -ū  | -e | -ē ! |     |
| -------------------- | -- | -- | -- | --- | --- | --- | -- | ---- | --- |
| diacríticos          | ◌ꨩ  | ◌ꨪ  | ◌ꨫ  | ◌ꨬ   | ◌ꨭ   | ◌ꨭꨩ   | ◌ꨮ  | ◌ꨮꨩ    |     |
| combinado con ꨆ (ka) | ꨆꨩ  | ꨆꨪ  | ꨆꨫ  | ꨆꨬ   | ꨆꨭ   | ꨆꨭꨩ   | ꨆꨮ  | ꨆꨮꨩ    |     |
|                      | -é | -é | -o | -ō  | -ai | -ao | -â | -â   | -au |
| diacríticos          | ꨯꨮ   | ꨯꨮꨩ   | ꨯ   | ꨯꨩ    | ꨰ    | ꨯꨱ    | ◌ꨲ  | ◌ꨲꨩ    | ◌ꨮꨭ   |
| combinado con ꨆ (ka) | ꨆꨯꨮ  | ꨆꨯꨮꨩ  | ꨆꨯ  | ꨆꨯꨩ   | ꨆꨰ   | ꨆꨯꨱ   | ꨆꨲ  | ꨆꨲꨩ    | ꨆꨮꨭ   |

## Números
El cham tiene un conjunto distintivo de dígitos:
| 0 | 1 | 2 | 3 | 4 | 5 | 6 | 7 | 8 | 9 |
| - | - | - | - | - | - | - | - | - | - |
| ꩐ | ꩑ | ꩒ | ꩓ | ꩔ | ꩕ | ꩖ | ꩗ | ꩘ | ꩙ |

## Puntuación
| Símbolo | Nombre       | Función                                              |
| ------- | ------------ | ---------------------------------------------------- |
| ꩜       | Espiral      | Marque el comienzo de una sección.                   |
| ꩝       | Danda        | Salto de texto                                       |
| ꩞       | Doble danda  | Rotura de texto con valores progresivos de finalidad |
| ꩟       | Triple Danda | Rotura de texto con valores progresivos de finalidad |

## Unicode
El alfabeto cham se agregó al estándar Unicode en abril de 2008 con el lanzamiento de la versión 5.1.
El bloque Unicode para el cham es U + AA00 – U + AA5F:
| Cham Official Unicode Consortium code chart (PDF)                                   |   |   |   |   |   |   |   |   |   |   |   |   |   |   |   |   |
|                                                                                     | 0 | 1 | 2 | 3 | 4 | 5 | 6 | 7 | 8 | 9 | A | B | C | D | E | F |
| U+AA0x                                                                              | ꨀ | ꨁ | ꨂ | ꨃ | ꨄ | ꨅ | ꨆ | ꨇ | ꨈ | ꨉ | ꨊ | ꨋ | ꨌ | ꨍ | ꨎ | ꨏ |
| U+AA1x                                                                              | ꨐ | ꨑ | ꨒ | ꨓ | ꨔ | ꨕ | ꨖ | ꨗ | ꨘ | ꨙ | ꨚ | ꨛ | ꨜ | ꨝ | ꨞ | ꨟ |
| U+AA2x                                                                              | ꨠ | ꨡ | ꨢ | ꨣ | ꨤ | ꨥ | ꨦ | ꨧ | ꨨ | ꨩ  | ꨪ  | ꨫ  | ꨬ  | ꨭ  | ꨮ  | ꨯ  |
| U+AA3x                                                                              | ꨰ  | ꨱ  | ꨲ  | ꨳ  | ꨴ  | ꨵ  | ꨶ  |   |   |   |   |   |   |   |   |   |
| U+AA4x                                                                              | ꩀ | ꩁ | ꩂ | ꩃ  | ꩄ | ꩅ | ꩆ | ꩇ | ꩈ | ꩉ | ꩊ | ꩋ | ꩌ  | ꩍ  |   |   |
| U+AA5x                                                                              | ꩐ | ꩑ | ꩒ | ꩓ | ꩔ | ꩕ | ꩖ | ꩗ | ꩘ | ꩙ |   |   | ꩜ | ꩝ | ꩞ | ꩟ |
| Notas Desde la versión Unicode 13.0 Las áreas grises indican segmentos no asignados |   |   |   |   |   |   |   |   |   |   |   |   |   |   |   |   |